# Lappersdorf (Eichendorf)

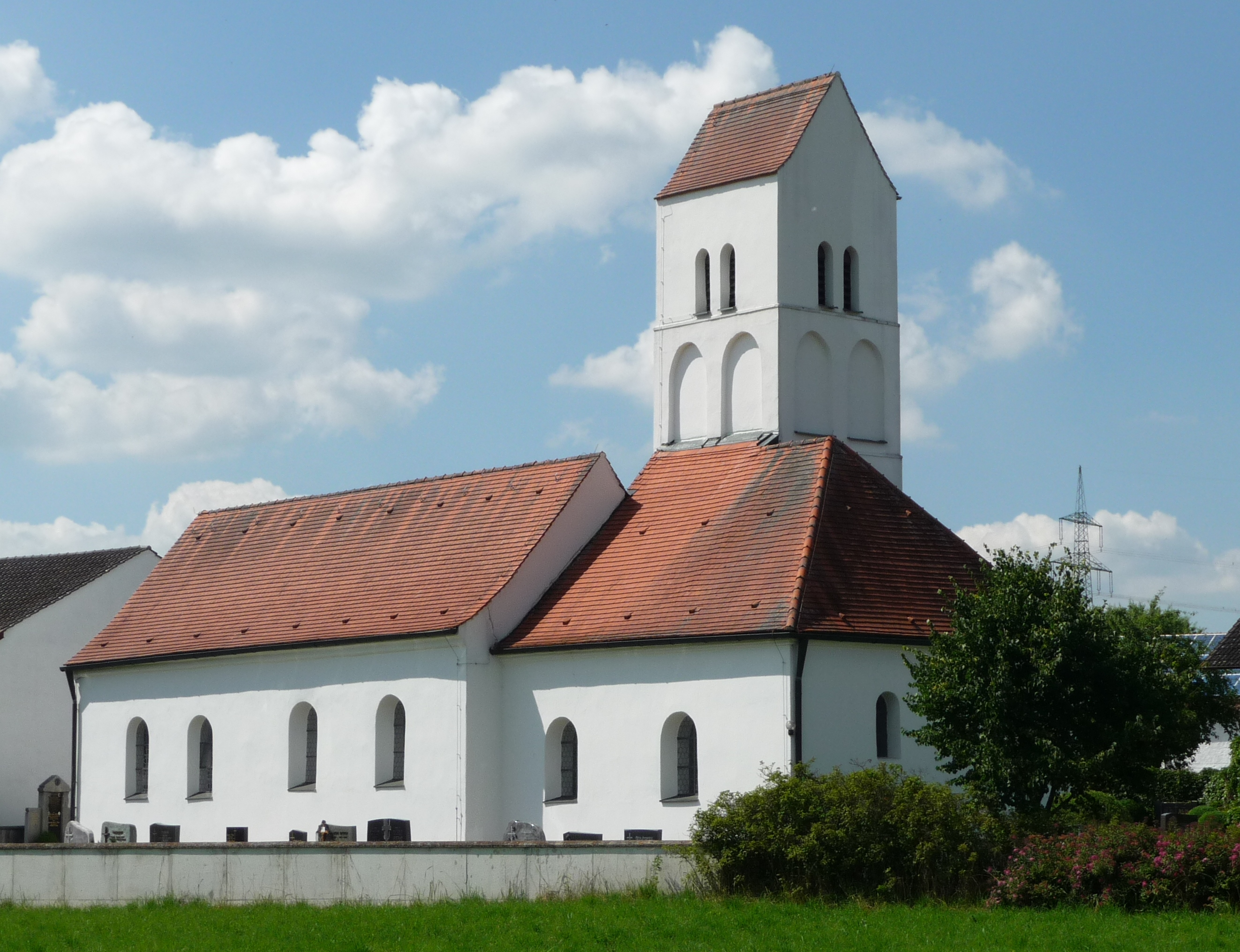
Die Filialkirche Maria Unbefleckte Empfängnis

Lappersdorf ist ein Gemeindeteil des Marktes Eichendorf im niederbayerischen Landkreis Dingolfing-Landau. Es darf nicht mit der gleichnamigen Gemeinde im oberpfälzischen Landkreis Regensburg verwechselt werden.

## Lage
Lappersdorf liegt im Vilstal etwa vier Kilometer westlich von Eichendorf an der Staatsstraße 2113.

## Geschichte
Schon 1140 wird ein Engelbert de Loubhartsdorf als Zeuge in einer Schenkung an das Kloster Aldersbach erwähnt. Lappersdorf war ein ortenburgisches Lehen, das 1248 an Herzog Otto II. von Bayern fiel. 1275 hatte Kloster Metten einen Zehnt zu Louphartsdorf, das später eine Obmannschaft bildete. 1752 bestand Lappersdorf aus 27 Anwesen und war dem Kasten Landau und dem Amt Vils unterstellt
1808/1811 wurde der Steuerdistrikt Lappersdorf gebildet, doch bei der Bildung der Gemeinden 1818/1821 wurde der Ort ein Teil der Gemeinde Exing. Mit dieser wurde er im Zuge der Gebietsreform am 1. Juli 1972 in den Markt Eichendorf eingegliedert. Kirchlich gehört Lappersdorf zur Pfarrei Exing.

## Sehenswürdigkeiten
- Filialkirche Maria Unbefleckte Empfängnis. Das spätgotische Bauwerk stammt im Kern aus dem 13./14. Jahrhundert. Es wurde im 15. Jahrhundert, 1865 und Ende des 19. Jahrhunderts ausgebaut. Die Ausstattung ist barock.

## Vereine
- Freiwillige Feuerwehr Lappersdorf
- Kegelverein Rot-Weiß Lappersdorf. Neun begeisterte Hobbykegler riefen am 1. Januar 1973 den Kegelverein Rot-Weiß Lappersdorf ins Leben,
- Löwen-Fan-Club Lappersdorf
- Schützengesellschaft Jagarbluat